# Olaf Ludwig
Olaf Ludwig (Gera, 13 aprile 1960) è un ex ciclista su strada, pistard e dirigente sportivo tedesco, tedesco orientale fino al 1990. Tra i dilettanti fu campione del mondo della cronometro a squadre nel 1981 e campione olimpico in linea a Seul 1988; professionista dal 1990 al 1997, vinse la classifica a punti al Tour de France 1990 e la Coppa del mondo 1992.

## Carriera

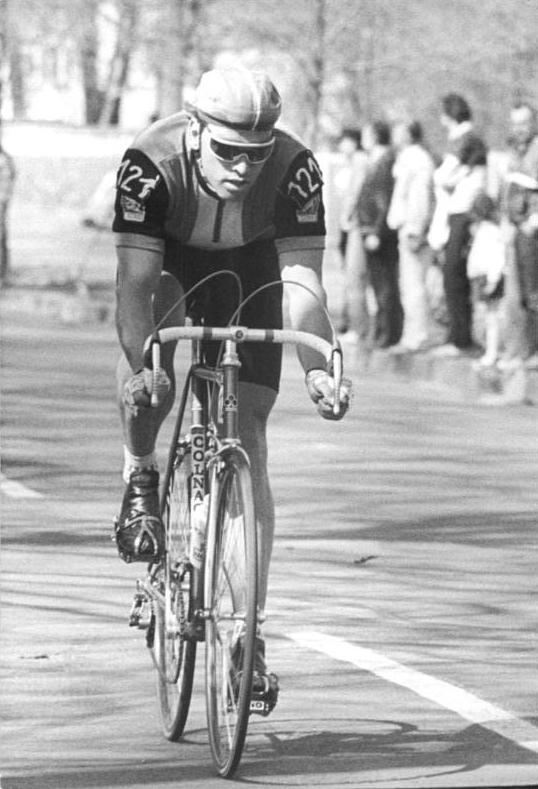
Olaf Ludwig nel 1988

### 1980-1989: le vittorie tra i dilettanti e il titolo olimpico
Tesserato per la SG Wismut Gera, polisportiva della sua città natale nell'allora Germania orientale, tra i dilettanti fu per tutti gli anni 1980 uno dei più forti velocisti a livello internazionale, ottenendo importanti successi nelle principali gare di categoria.
Alla Corsa della Pace, gara internazionale svolta nei paesi del Blocco orientale, vinse ben 38 tappe in dieci anni (record assoluto) e per due volte la classifica generale della corsa; seppe far sua la classifica generale anche al Tour de la Communauté Européenne (attuale Tour de l'Avenir) in Francia, nel 1983. Da dilettante si aggiudicò anche due edizioni del DDR-Rundfahrt e, in Germania occidentale, un'edizione del Rheinland-Pfalz-Rundfahrt e una del Niedersachsen-Rundfahrt, oltre che tappe in corse di categoria quali Giro delle Regioni, Grand Prix Tell, Tour de Liège e Okolo Slovenska, nonché in corse "open", aperte cioè anche ai professionisti, come il Circuit de la Sarthe.
Con la Nazionale del suo paese nel 1980 fu medaglia d'argento nella cronometro a squadre sui 100 km ai Giochi olimpici di Mosca, alle spalle del quartetto sovietico; l'anno dopo vinse quindi il titolo iridato di specialità al mondiale di Praga, in quartetto con Falk Boden, Bernd Drogan e Mario Kummer. Nel 1988 si laureò infine campione olimpico nella prova in linea su strada ai Giochi di Seul, imponendosi per distacco, lui tedesco orientale, davanti a Bernd Gröne e Christian Henn, entrambi tedeschi occidentali.

### 1990-1997: il professionismo
Nel 1990, già trentenne e nell'ambito del processo di apertura delle frontiere ai ciclisti del Blocco orientale, debuttò nel professionismo con il team olandese Panasonic-Sportlife diretto da Peter Post. Già al primo anno seppe affermarsi in numerose corse, facendo sue tra le altre una tappa al Tour de Suisse e una tappa e la maglia verde della classifica a punti al Tour de France. L'anno dopo si impose invece all'E3 Prijs Harelbeke e in una tappa del Tour de Suisse, e si piazzò inoltre terzo alla Gand-Wevelgem e secondo alla Parigi-Tours.
Nel 1992 fu protagonista della sua miglior annata da professionista. In primavera vinse la Kuurne-Bruxelles-Kuurne, la Dwars door Vlaanderen, l'Amstel Gold Race e la Quatre Jours de Dunkerque, e si classificò secondo alla Parigi-Roubaix; si aggiudicò poi due tappe al Tour de Suisse, la frazione conclusiva del Tour de France sugli Champs-Élysées e il Grand Prix de Fourmies, piazzandosi infine terzo alla Parigi-Tours. A fine anno sarà vincitore della classifica individuale di Coppa del mondo, contribuendo anche al successo della sua Panasonic nella classifica a squadre.
Tra il 1993 e il 1997 gareggiò con il team tedesco Telekom. In quegli anni si impose nuovamente in corse di livello: nel 1993 vinse una frazione al Tour de France e fu terzo sia alla Parigi-Roubaix che nella prova in linea dei mondiali di Oslo; l'anno dopo si impose nel Rund um den Henninger-Turm, fu quarto alla Parigi-Roubaix e tre volte secondo di tappa al Tour de France, mentre nel 1995 vinse la Veenendaal-Veenendaal e chiuse quarto all'Amstel Gold Race. Nel 1996, infine, ultima sua stagione su strada, si aggiudicò altre sette corse, tra cui lo Rheinland-Pfalz-Rundfahrt, da lui già vinto undici anni prima.
Negli anni del professionismo prese parte anche a gare su pista (era stato medaglia d'argento nella corsa a punti tra i dilettanti ai mondiali 1986): attivo specialmente nelle Sei giorni, vinse a Dortmund, Monaco di Baviera (in entrambi i casi in coppia con Urs Freuler), Berlino e Colonia. Lasciò l'attività agonistica nel 1997.

### Dopo il ritiro
Dopo il ritiro dalle corse collaborò per dieci anni, fino al 2006, con il T-Mobile Team (già Telekom), prima come addetto stampa, poi affiancando il manager Walter Godefroot alla guida del team, e infine ricoprendo lui stesso il ruolo di team manager per la stagione 2006; a fine 2006, su decisione degli sponsor, venne sostituito da Bob Stapleton.

## Palmarès

### Strada
- 1980 (dilettanti)

4ª tappa, 1ª semitappa Circuit de la Sarthe (Fresnay-sur-Sarthe > Sillé-le-Guillaume)
1ª tappa Corsa della Pace (Breslavia > Breslavia)
6ª tappa Corsa della Pace (Forst > Berlino)
8ª tappa Corsa della Pace (Halle > Halle, cronometro)
13ª tappa, 1ª semitappa Corsa della Pace (Solenice > Pečice)
1ª tappa DDR-Rundfahrt (Rudolstadt > Rudolstadt)
4ª tappa DDR-Rundfahrt (Rudolstadt > Bad Blankenburg)
5ª tappa DDR-Rundfahrt (Schwarzburg > Neuhaus am Rennsteig)
Classifica generale Oder Rundfahrt
- 1981 (dilettanti)

6ª tappa Vuelta a Cuba
1ª tappa Niedersachsen-Rundfahrt (Oldenburg > Wilhelmshaven)
4ª tappa Niedersachsen-Rundfahrt (Delmenhorst > Luneburgo)
6ª tappa Niedersachsen-Rundfahrt (Nienburg/Weser > Wolfsburg)
Classifica generale Niedersachsen-Rundfahrt
1ª tappa Corsa della Pace (Berlino > Magdeburgo)
3ª tappa, 1ª semitappa Corsa della Pace (Erfurt > Erfurt, cronometro)
6ª tappa, 1ª semitappa Corsa della Pace (Praga > Praga, cronometro)
6ª tappa, 2ª semitappa Corsa della Pace (Praga, criterium)
11ª tappa, 1ª semitappa Corsa della Pace (Łódź > Łódź, cronometro)
5ª tappa DDR-Rundfahrt (Zwickau > Zwickau, cronometro)
6ª tappa DDR-Rundfahrt (Zwickau, criterium)
- 1982 (dilettanti)

Rund um die Hainleite
Prologo Corsa della Pace (Praga > Praga, cronometro)
4ª tappa Corsa della Pace (Dubnica nad Váhom > Ostrava)
8ª tappa Corsa della Pace (Kutno > Poznań)
10ª tappa Corsa della Pace (Francoforte sull'Oder > Neubrandenburg)
11ª tappa Corsa della Pace (Neubrandenburg > Neubrandenburg, cronometro)
Classifica generale Corsa della Pace
3ª tappa DDR-Rundfahrt (Wartburg > Wartburg)
7ª tappa DDR-Rundfahrt (Giro della Selva di Turingia)
7ª tappa Tour de l'Avenir (Voreppe > Saint-Trivier-sur-Moignans)
- 1983 (dilettanti)

Prologo Tour of the Mediterranean (Mersin > Mersin, cronometro)
4ª tappa Tour of the Mediterranean (Alanya > Adalia)
3ª tappa, 2ª semitappa Niedersachsen-Rundfahrt (Nienburg/Weser > Oldenburg)
5ª tappa, 1ª semitappa Niedersachsen-Rundfahrt (Emden > Emden, cronometro)
5ª tappa, 2ª semitappa Giro delle Regioni (Castelvetro di Modena > Ferrara)
6ª tappa, 1ª semitappa Giro delle Regioni (Comacchio > San Vito)
Prologo Corsa della Pace (Varsavia > Varsavia, cronometro)
2ª tappa Corsa della Pace (Olsztyn > Toruń)
3ª tappa Corsa della Pace (Toruń > Poznań)
5ª tappa Corsa della Pace (Forst > Berlino)
7ª tappa Corsa della Pace (Halle > Halle, cronometro)
Prologo DDR-Rundfahrt (Zwickau > Zwickau, cronometro)
4ª tappa DDR-Rundfahrt (Giro del Vogtland)
5ª tappa DDR-Rundfahrt (Zwickau > Zwickau, cronometro)
Classifica generale DDR-Rundfahrt
6ª tappa Rheinland-Pfalz-Rundfahrt
7ª tappa Rheinland-Pfalz-Rundfahrt
9ª tappa Rheinland-Pfalz-Rundfahrt
10ª tappa Rheinland-Pfalz-Rundfahrt
Prologo Tour de l'Avenir (Lorient > Lorient, cronometro)
2ª tappa Tour de l'Avenir (Lorient > Saint-Nazaire)
5ª tappa Tour de l'Avenir (Châtellerault > Nevers)
6ª tappa, 2ª semitappa Tour de l'Avenir (Saint Honoré les Bains > Château Chinon, cronometro)
Classifica generale Tour de l'Avenir
- 1984 (dilettanti)

Schleswig-Holstein Rundfahrt
2ª tappa Corsa della Pace (Magdeburgo > Gera)
3ª tappa Corsa della Pace (Gera, cronometro)
10ª tappa Corsa della Pace (Oleśnica > Łódź)
11ª tappa Corsa della Pace (Łódź > Varsavia)
Prologo DDR-Rundfahrt (Forst > Forst, cronometro)
4ª tappa DDR-Rundfahrt (Dresda > Zwickau)
6ª tappa DDR-Rundfahrt (Zwickau, criterium)
3ª tappa Tour de Liège (Berloz > Welkenraedt)
4ª tappa, 2ª semitappa Tour de Liège (Oreye > Oreye, cronometro)
5ª tappa Tour de Liège (Oreye > Rotheux-Rimière)
3ª tappa Okolo Slovenska
7ª tappa Okolo Slovenska
- 1985 (dilettanti)

1ª tappa DDR-Rundfahrt (Dessau > Dessau)
6ª tappa DDR-Rundfahrt (Dessau > Dessau, cronometro)
Classifica generale DDR-Rundfahrt
Classifica generale Rheinland-Pfalz-Rundfahrt
Prologo Grand Prix Tell (Baar > Baar cronometro)
6ª tappa Grand Prix Tell (Emmen > Mellingen)
- 1986 (dilettanti)

Prologo Tour de Vaucluse (cronometro)
4ª tappa Tour de Vaucluse
Berlino-Lipsia
3ª tappa Corsa della Pace (Kijów > Kijów)
4ª tappa Corsa della Pace (Varsavia, criterium)
5ª tappa Corsa della Pace (Kutno > Poznań)
8ª tappa Corsa della Pace (Stettino > Berlino)
9ª tappa Corsa della Pace (Berlino > Halle)
13ª tappa Corsa della Pace (Karlovy Vary > Plzeň)
15ª tappa Corsa della Pace (Mladá Boleslav > Praga)
Classifica generale Corsa della Pace
Campionato tedesco orientale, Prova in linea dilettanti
6ª tappa DDR-Rundfahrt (Giro della Selva di Turingia)
Prologo Rheinland-Pfalz-Rundfahrt (cronometro)
4ª tappa Rheinland-Pfalz-Rundfahrt
7ª tappa Rheinland-Pfalz-Rundfahrt
9ª tappa Rheinland-Pfalz-Rundfahrt
- 1987 (dilettanti)

1ª tappa Corsa della Pace (Berlino > Berlino)
4ª tappa Corsa della Pace (Gera > Gera)
Rund um Berlin
3ª tappa DDR-Rundfahrt (Parchim > Wolmirstedt)
- 1988 (dilettanti)

Prologo Tour de Vaucluse (cronometro)
3ª tappa Tour de Vaucluse
4ª tappa Corsa della Pace (Dubnica nad Váhom > Žilina)
8ª tappa Corsa della Pace (Nysa > Wałbrzych)
10ª tappa Corsa della Pace (Legnica > Dresda)
11ª tappa Corsa della Pace (Dresda > Lipsia)
Prologo Grand Prix Tell (Lucerna > Lucerna, cronometro)
Classifica generale Internationale Thüringen Rundfahrt
7ª tappa, 1ª semitappa Grand Prix Tell (Neudorf > Schötz)
2ª tappa DDR-Rundfahrt (Francoforte sull'Oder > Forst)
Giochi olimpici, Prova in linea
- 1989 (dilettanti)

2ª tappa Circuit de la Sarthe (Noyon > Bonnétable)
6ª tappa Corsa della Pace (Cottbus > Halle)
7ª tappa Corsa della Pace (Halle > Berlino)
3ª tappa Giro del Belgio (Aarschot > Heist-op-den-Berg)
6ª tappa, 1ª semitappa Giro del Belgio (Geraardsbergen > Geraardsbergen, cronometro)
Campionati tedeschi orientali, Prova in linea dilettanti
- 1990 (Panasonic-Sportlife, undici vittorie)

1ª tappa Vuelta a Andalucía (Marbella > Benalmádena)
2ª tappa Vuelta a Andalucía (Mijas > Motril)
5ª tappa Vuelta a Andalucía (Armilla > Torredonjimeno)
3ª tappa Settimana Ciclistica Internazionale (Licata > Avola)
1ª tappa, 1ª semitappa Tre Giorni di La Panne (Anversa > Herzele)
1ª tappa Tour de Trump
2ª tappa Tour de Trump
9ª tappa Tour de Trump
2ª tappa Tour de Suisse (Winterthur > Arosa)
7ª tappa Tour de France (Épinal > Besançon)
6ª tappa Tour of Ireland (Birr > Dublino)
- 1991 (Panasonic-Sportlife, sette vittorie)

6ª tappa Vuelta a Murcia (Murcia > Murcia, cronometro)
E3 Prijs Harelbeke
Grand Prix Forbo
7ª tappa Tour de Suisse (Oberwald/Ulrichen > Ginevra)
1ª tappa Ronde van Nederland (Nieuwegein > Haaksbergen)
Memorial Rik Van Steenbergen
2ª tappa Tour of Ireland (Kilkenny > Galway)
5ª tappa Tour of Ireland (Kildar > Dublino)
- 1992 (Panasonic-Sportlife, tredici vittorie)

2ª tappa Tour Méditerranéen (Valras > Arles)
Kuurne-Bruxelles-Kuurne
Dwars door Vlaanderen
1ª tappa Vuelta a Aragón (Illueca > Calatorao)
2ª tappa Vuelta a Aragón (Calatorao > Teruel)
3ª tappa, 2ª semitappa Vuelta a Aragón (Alcorisa > Alcorisa)
Amstel Gold Race
2ª tappa Quatre Jours de Dunkerque (Valenciennes > Laon)
Classifica generale Quatre Jours de Dunkerque
5ª tappa Tour de Suisse (Neuhausen am Rheinfall > Leibstadt)
10ª tappa Tour de Suisse (Laax > Zurigo/Oerlikon)
21ª tappa Tour de France (La Défense > Parigi/Champs Elysées)
Grand Prix de Fourmies
- 1993 (Telekom-Merckx, sei vittorie)

1ª tappa, 1ª semitappa Vuelta a Aragón (Calatorao)
5ª tappa Tour Méditerranéen (Béziers > Carcassonne)
4ª tappa Quatre Jours de Dunkerque (Cambrai > Carvin)
1ª tappa Hofbrau Cup (Schwäbisch Gmünd > Schwäbisch Gmünd)
13ª tappa Tour de France (Marsiglia > Montpellier)
Continentale Classic
- 1994 (Telekom-Merckx, quattro vittorie)

6ª tappa Vuelta a Aragón (Saragozza)
Rund um den Henninger-Turm
4ª tappa Quatre Jours de Dunkerque (Cambrai > Boulogne-sur-Mer)
4ª tappa Tour of Britain (Chedrie > Leicester)
- 1995 (Team Deutsche Telekom-Merckx-Audi, una vittoria)

Veenendaal-Veenendaal
- 1996 (Team Deutsche Telekom, 9 vittorie)

2ª tappa Vuelta a Andalucía (Arcos de la Frontera > Vélez-Málaga)
1ª tappa Tre Giorni di La Panne (Harelbeke > Zottegem)
1ª tappa Quatre Jours de Dunkerque (Dunkerque > Fontaine-au-Pire)
4ª tappa Rheinland-Pfalz-Rundfahrt
10ª tappa Rheinland-Pfalz-Rundfahrt
Classifica generale Rheinland-Pfalz-Rundfahrt
6ª tappa Ronde van Nederland (Roermond > Landgraaf)

#### Altri successi
- 1980 (dilettanti)

Prologo DDR-Rundfahrt (Schwarzburg > Bad Blankenburg, cronosquadre)
- 1981 (dilettanti)

Prologo DDR-Rundfahrt (Klingetal > Klingetal, cronosquadre)
Campionati del mondo, Cronosquadre
- 1982 (dilettanti)

2ª tappa Tour de l'Avenir (Bourg-en-Bresse > Châtillon-sur-Chalaronne, cronosquadre)
Classifica a punti Tour de l'Avenir
- 1983 (dilettanti)

3ª tappa, 1ª semitappa Niedersachsen-Rundfahrt (Nienburg/Weser > Nienburg/Weser, cronosquadre)
Classifica a punti Niedersachsen-Rundfahrt
Classifica a punti Giro delle Regioni
Criterium di Ronneburg
4ª tappa Tour de l'Avenir (Saumur > Châtellerault, cronosquadre)
- 1984 (dilettanti)

Classifica scalatori DDR-Rundfahrt
- 1986 (dilettanti)

Prologo DDR-Rundfahrt (Erfurt > Dachwig, cronosquadre)
- 1990

Classifica a punti Vuelta a Andalucía
Classifica a punti Tre Giorni di La Panne
Classifica a punti Tour de Trump
2ª tappa Tour de France (Futuroscope > Futuroscope, cronosquadre)
Classifica a punti Tour de France
- 1992

Amsterdam Raï Derny Race
4ª tappa Tour de France (Libourne > Libourne, cronosquadre)
Berlin City Nacht
Classifica generale Coppa del mondo
- 1993

Berlin City Nacht
- 1995

Criterium di Aquisgrana
Criterium di Linz
- 1996

Criterium di Weissenburg
Criterium di Gera

### Pista
- 1986 (dilettanti)

Campionati tedeschi orientali, Corsa a punti
- 1987 (dilettanti)

Campionati tedeschi orientali, Corsa a punti
- 1990

Sei giorni di Dortmund (con Urs Freuler)
- 1992

Sei giorni di Monaco di Baviera (con Urs Freuler)
- 1997

Sei giorni di Berlino (con Jens Veggerby)
Sei giorni di Colonia (con Étienne De Wilde)

## Piazzamenti

### Grandi Giri
- Tour de France

1990: 141
1991: 114º
1992: 96º
1993: ritirato (15ª tappa)
1994: 105º
1995: fuori tempo (9ª tappa)
- Vuelta a España

1991: ritirato (10ª tappa)

### Classiche monumento
- Milano-Sanremo

1992: 6º
1993: 98º
1994: 125º
1996: 116º
- Giro delle Fiandre

1991: 32º
1993: 9º
1995: 89º
1996: 32º
- Parigi-Roubaix

1990: 16º
1991: 9º
1992: 2º
1993: 3º
1994: 4º
1995: 24º

### Competizioni mondiali
- Campionati del mondo su strada

Praga 1981 - Cronometro a squadre: vincitore
Altenrhein 1983 - In linea Dilettanti: 6º
Colorado Springs 1986 - In linea Dilettanti: 8º
Villaco 1987 - In linea Dilettanti: 24º
Stoccarda 1991 - In linea Professionisti: ritirato
Benidorm 1992 - In linea Professionisti: ritirato
Oslo 1993 - In linea Professionisti: 3º
- Campionati del mondo su pista

Colorado Springs 1986 - Corsa a punti Dilettanti: 2º
- Giochi olimpici

Mosca 1980 - In linea: 32º
Mosca 1980 - Cronometro a squadre: 2º
Seul 1988 - In linea: vincitore
Seul 1988 - Corsa a punti: 14º
Atlanta 1996 - In linea: 16º

## Riconoscimenti
- Trofeo Adidas nel 1983
- Palma d'Oro Merlin Plage-Trofeo internazionale nel 1983
- Sportivo della Germania dell'Est nel 1986 e 1988